# Wildhoney
Wildhoney (c англ. — «Дикий мёд») — четвёртый студийный альбом шведской группы Tiamat, выпущенный 24 октября 1994 года.

## Стиль, отзывы критиков
На этом альбоме группа окончательно ушла от дэт-метала, типичного для её ранних альбомов, и соединила медленный готик-дум-метал с элементами психоделического рока и эмбиента. В композициях используются звуки природы, а медленные тяжёлые риффы постепенно переходят в гармоничные мелодии. Вокал Йохана Эдлунда варьируется от гроулинга до шёпота, также используются вставки «ангельских» женских голосов. В отдельных песнях отчётливо заметно влияние Pink Floyd, а на сингле Gaia, выпущенном к альбому, Tiamat даже исполнили кавер-версию инструментальной композиции Pink Floyd — «When You’re In».
Эдуардо Ривадавия, критик сайта Allmusic.com, оценил альбом в четыре с половиной балла из пяти. По словам рецензента, диск настолько «невероятен», что никакие предыдущие находки группы не смогли бы должным образом подготовить слушателя к его звучанию.

## Список композиций
1. «Wildhoney» — 0:52
2. «Whatever That Hurts» — 5:47
3. «The Ar» — 5:03
4. «25th Floor» — 1:49
5. «Gaia» — 6:25
6. «Visionaire» — 4:19
7. «Kaleidoscope» — 1:19
8. «Do You Dream of Me?» — 5:07
9. «Planets» — 3:11
10. «A Pocket Size Sun» — 8:03

## Участники записи
- Юхан Эдлунд — тексты, ритм-гитара и вокал
- Йонни Хагель — бас-гитара

Сессионные музыканты:
- Магнус Сальгрен — сессионная лидер-гитара
- Ларс Скёльд — сессионные ударные
- Вальдемар Сорихта — сессионные клавишные, продюсер
- Биргит Цахер — женский вокал